# Johannessen Harbour
Der Johannessen Harbour ist ein Naturhafen vor der Westküste der Antarktischen Halbinsel. Im Archipel der Biscoe-Inseln liegt er östlich und nordöstlich von Snodgrass Island in der Gruppe der Pitt-Inseln. 
Der Naturhafen diente 1955 dem norwegischen Robbenfänger MV Norsel unter Kapitän Olav Johannessen (* 1917), dem Namensgeber, als Ankerplatz. Der Falkland Islands Dependencies Survey nahm im selben Jahr Vermessungen vor. Die Benennung durch das UK Antarctic Place-Names Committee erfolgte im Jahr 1957.